# 卢修斯·E·平卡姆
卢修斯·尤金·平卡姆（英語：Lucius Eugene Pinkham，1850年9月19日—1922年11月2日）为美国政治人物，于1913年至1918年间担任夏威夷领地第四任总督，是夏威夷领地首位民主党籍总督。